# Sara Perrone
Sara Isidra Perrone Gaudin (Montevideo, 21 de marzo de 1968) es una presentadora de televisión y personalidad de radio uruguaya.

## Biografía
Perrone nació en Montevideo, el 21 de marzo de 1968. Desde una temprana edad vivió en el interior del Departamento de Paysandú, debido a que sus padres se dedicaban a actividades agrarias. A los nueve años de edad se trasladó con su familia nuevamente a la capital del país, donde asistió a la Scuola Italiana di Montevideo.
Su carrera en los medios comenzó en 1997, desempeñándose como columnista de modas en el programa matutino de Canal 4, Muy Buenos Días. Un año más tarde, con el estreno de Buen día Uruguay, mantuvo su rol como columnista, hasta 2002 cuando se sumó a la conducción, junto a Adriana Da Silva y Leonardo Lorenzo. En 2009 comenzó a conducir, de forma paralela, el talk show Tenemos que hablar. El mismo consistía en la presentación de informes sobre diferentes temas de la realidad social, así como las diversas opiniones de expertos; el programa contó con una única temporada debido a un cambio en la política de contenidos de la cadena. En 2012 se desvinculó de Canal 4, tras la salida del aire de Buen día Uruguay,
En 2014 se incorporó a la coconducción del programa de Canal 10, Consentidas. En marzo de 2015 se estrenó en la conducción radial, con el programa de interés general Faltaba más por la frecuencia 1410 AM. En 2020 anunció su salida de Consentidas. En 2022 regresó a la televisión, como participante en la tercera temporada de MasterChef Celebrity, finalizando en el 3er. Lugar.

## Trayectoria

### Televisión
| Programas | Programas            | Programas | Programas                |
| Año       | Título               | Canal     | Rol                      |
| --------- | -------------------- | --------- | ------------------------ |
| 1997      | Muy buenos días      | Canal 4   | Columnista sobre moda    |
| 1998-2002 | Buen día Uruguay     | Canal 4   | Columnista sobre moda    |
| 2002-2012 | Buen día Uruguay     | Canal 4   | Copresentadora           |
| 2009      | Tenemos que hablar   | Canal 4   | Presentadora             |
| 2014-2020 | Consentidas          | Canal 10  | Co-presendora            |
| 2022      | MasterChef Celebrity | Canal 10  | Participante; 3er. Lugar |

## Vida personal
Estuvo casada con Alejandro Verdier, de quien se divorció en 2021 después de más de 20 años de relación. Tiene tres hijos: Tomás, Agustín y Mercedes. En 2013 se adhirió a la campaña para convocar un referéndum para consultar a la ciudadanía respecto a derogar la ley de interrupción voluntaria del embarazo.